# Gadžijev
Gadžijev je priimek v Sloveniji, ki ga je po podatkih Statističnega urada Republike Slovenije na dan 1. januarja 2010 uporabljalo 6 oseb in je med vsemi priimki po pogostosti uporabe uvrščen na 23.951. mesto.

## Znani nosilci priimka
- Alexander Gadjiev (Aleksander/Saša Gadžijev) (*1994), azerbajdžansko-rusko-slovensko-italijanski pianist iz Gorice
- Aljoša Gadžijev, filozof, strokovni sodelavec z Oddelka za svetovanje, zagovorništvo in ugotavljanje diskriminacije pri Zagovorniku načela enakosti
- Andrej Gadžijev, zdravnik travmatolog, direktor zavoda Slovenija-transplant (Zavod RS za presaditve organov in tkiv)
- Arijana Gadžijev (*1981), tekstilna oblikovalka, magistrica umetnosti...
- Eldar M. Gadžijev (1945 - 2023), zdravnik gastroenterolog, prof. MF
- Eldar Gadžijev, hokejist, član slovenskega hokejskega hrama slavnih
- Magomet Imadutdinovič Gadžijev (1907 - 1942), sovjetski podmorniški častnik
- Sijavuš Gadžijev (*1953), azerbajdžansko-ruski pianist in klavirski pedagog v Gorici